# La Geria

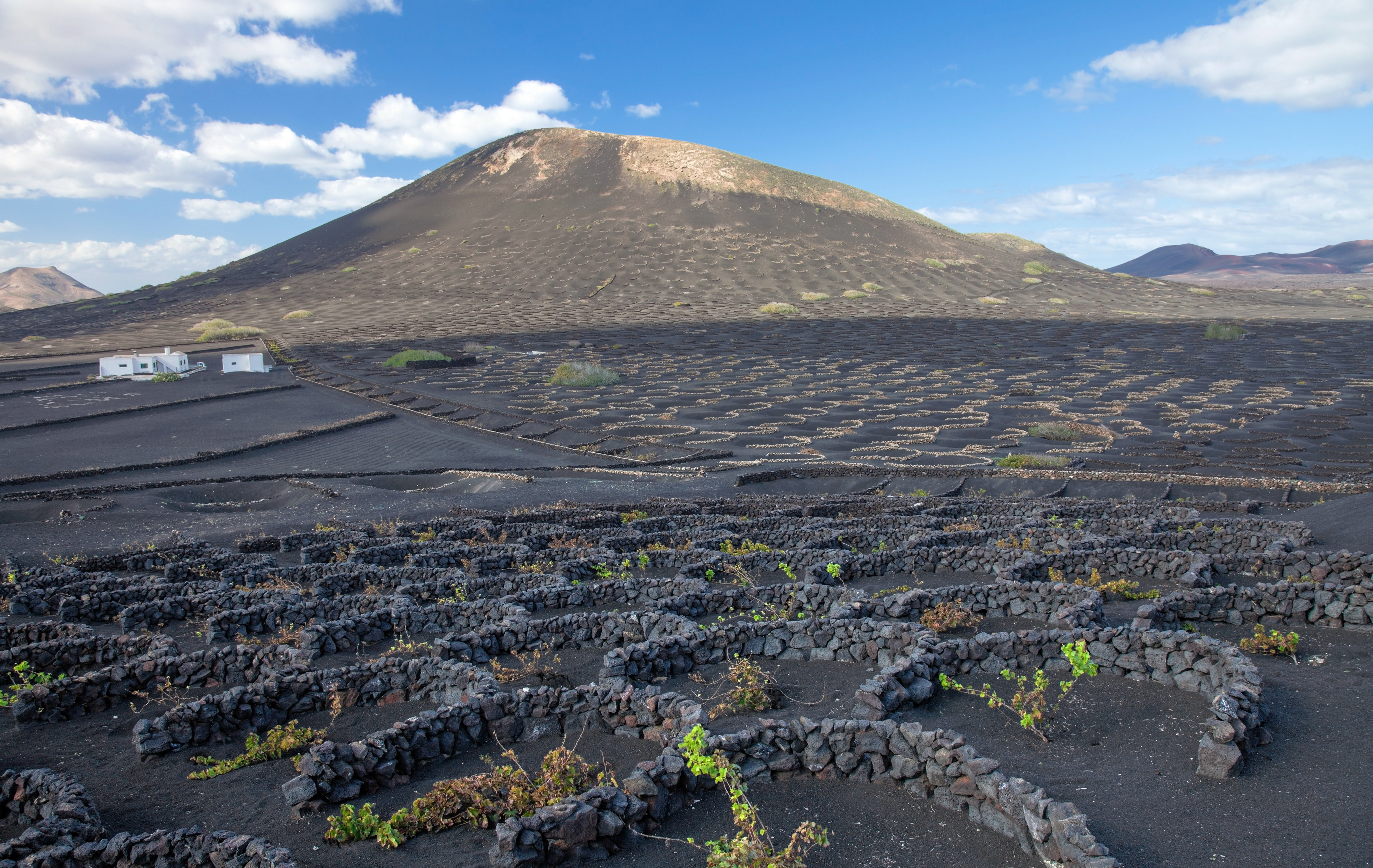
Weinberge am Fuß der Montaña Diama

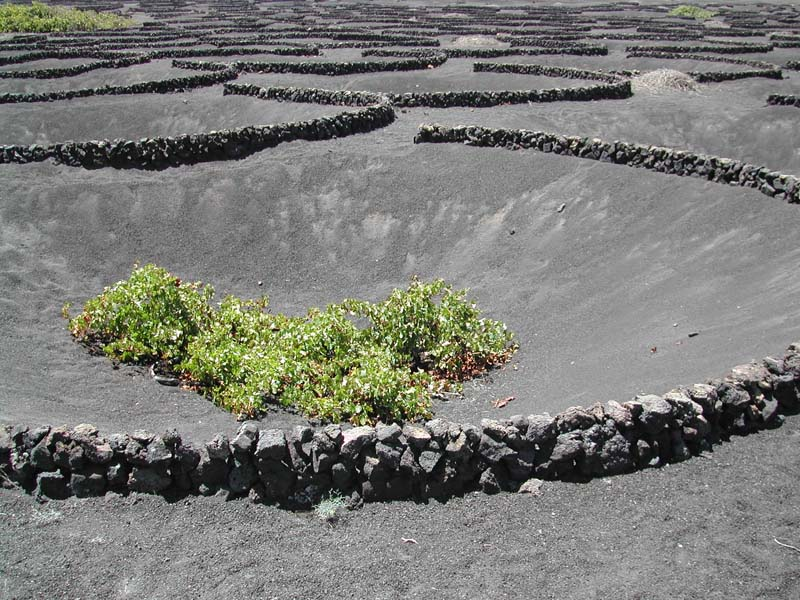
Halbkreisförmige Mauern (span. zocos) aus vulkanischem Gestein

La Geria bezeichnet ein 5.255 Hektar großes Gebiet im geographischen Zentrum der Kanareninsel Lanzarote. Es liegt zwischen Yaiza und San Bartolomé am Rande des Timanfaya-Nationalparks. Das Naturschutzgebiet La Geria ist das größte Weinanbaugebiet der Kanarischen Inseln. In den 1960er Jahren erklärte das Museum of Modern Art in New York City La Geria zum Gesamtkunstwerk. Mit der bizarren Vulkanlandschaft als Kulisse zählt die Region zu den größten Touristenattraktionen der Insel.

## Trockenfeldbau
Die schweren Vulkanausbrüche in den Jahren 1730 bis 1736 lagerten hier mächtigen Lapilli-schichten (picón) von 1 bis 2,5 Metern Dicke ab. Wohl zunächst aus der Not heraus entwickelte sich eine besondere Art von Trockenfeldbau. Um an fruchtbaren Boden zu gelangen, wurden Trichter in die Lapillischicht gegraben und an ihrem Grund jeweils eine einzelne Pflanze gesetzt. Die grobporige Schicht lässt die mit 100 bis 200 mm pro Jahr sehr geringen, fast ausschließlich im Winter fallenden Niederschläge schnell in den durchwurzelten Boden versickern. Gleichzeitig verringert sie – neben einem seitlichen Abfließen des Wassers und der damit verbundenen Erosion – durch ihre geringe Kapillarwirkung und Wärmeleitfähigkeit die Verdunstungsverluste. Zusätzlich zu der Vertiefung schützen oft noch halbkreisförmige Mauern aus Lavabrocken die einzeln wachsenden Reben vor den kräftigen Winden.
Die Methode erwies sich als derart effizient, dass besonders mächtige Lapillivorkommen der Region La Geria in kleinen Tagebauen abgebaut und in andere Teile der Insel exportiert werden. Dort wird eine etwa 10 cm dicke künstliche Mulchdecke auf Feldern aufgebracht, die nicht von den Vulkanausbrüchen betroffen waren. Im Gegensatz zu der Enarenado natural in der Region La Geria wird diese Anbauweise Enarenado artificial genannt und vor allem im Gemüseanbau eingesetzt. Heute ist dieses aufwändige Verfahren allerdings zunehmend unwirtschaftlich und die Anbaufläche rückläufig.
Bisweilen wird angenommen, die verstärkte Abkühlung der Oberfläche der Lapillischicht bewirke nachts eine Saugwirkung und stelle vermehrt Wasser für zur Verfügung. Tatsächlich führt der auf Lanzarote vorherrschende Passatwind zu einer allgemein häufigen und ergiebigen Taubildung. Eine diesbezügliche Begünstigung der Enarenado-Flächen konnte aber in verschiedenen Untersuchungen nicht bestätigt werden.
Heute werden in der als Denominación de Origen (D.O.) ausgewiesenen Region neben Moscatel und Malvasier vor allem die Rebsorten Listán Negro, Listán Blanco und Negramoll angebaut. Die Weinbauern produzieren hier etwa fünf Millionen Liter Wein pro Jahr.

## Zugang

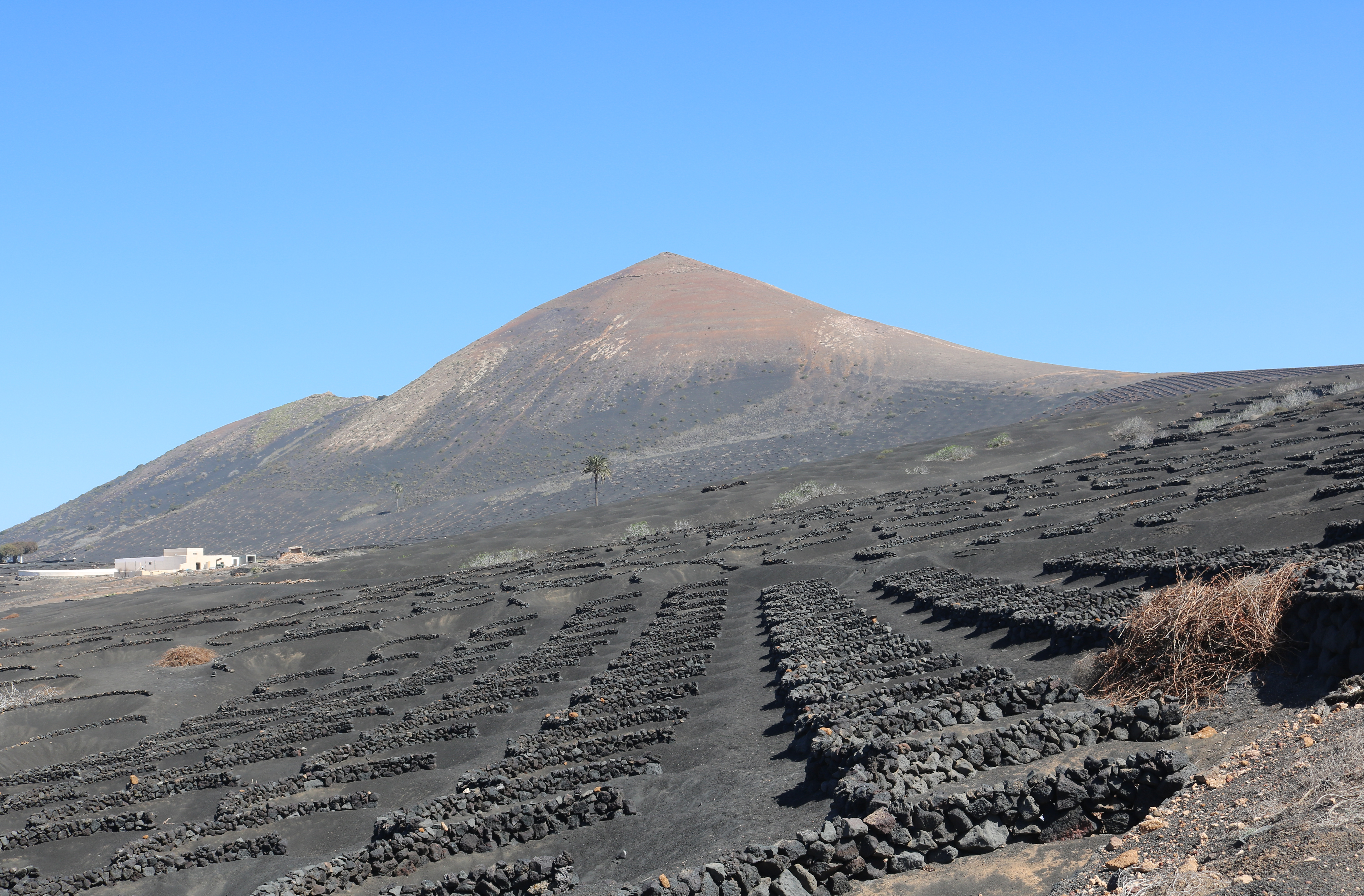
Montaña de Guardilama

Den Zugang nach La Geria gewährt die Landstraße LZ-30 von Uga nach Masdache, die das Gebiet der Länge nach durchquert. Entlang der Straße laden mehrere Weingüter zur degustación, (Weinprobe) ein. An die älteste Weinkellerei der Kanaren, El Grifo, ist das Museo del Vino (Weinmuseum) angegliedert.
Der Wanderweg Camino Natural de Lanzarote (GR 131) führt von Uga durch die Weinlandschaft zum Fuß der Montaña de Guardilama, die mit einer Höhe von 603 Meter das Gebiet überragt. Die Weinberge reichen hier bis an den Gipfelaufbau heran, der Aufstieg auf den Berg wird mit einer Gesamtansicht über La Geria belohnt.

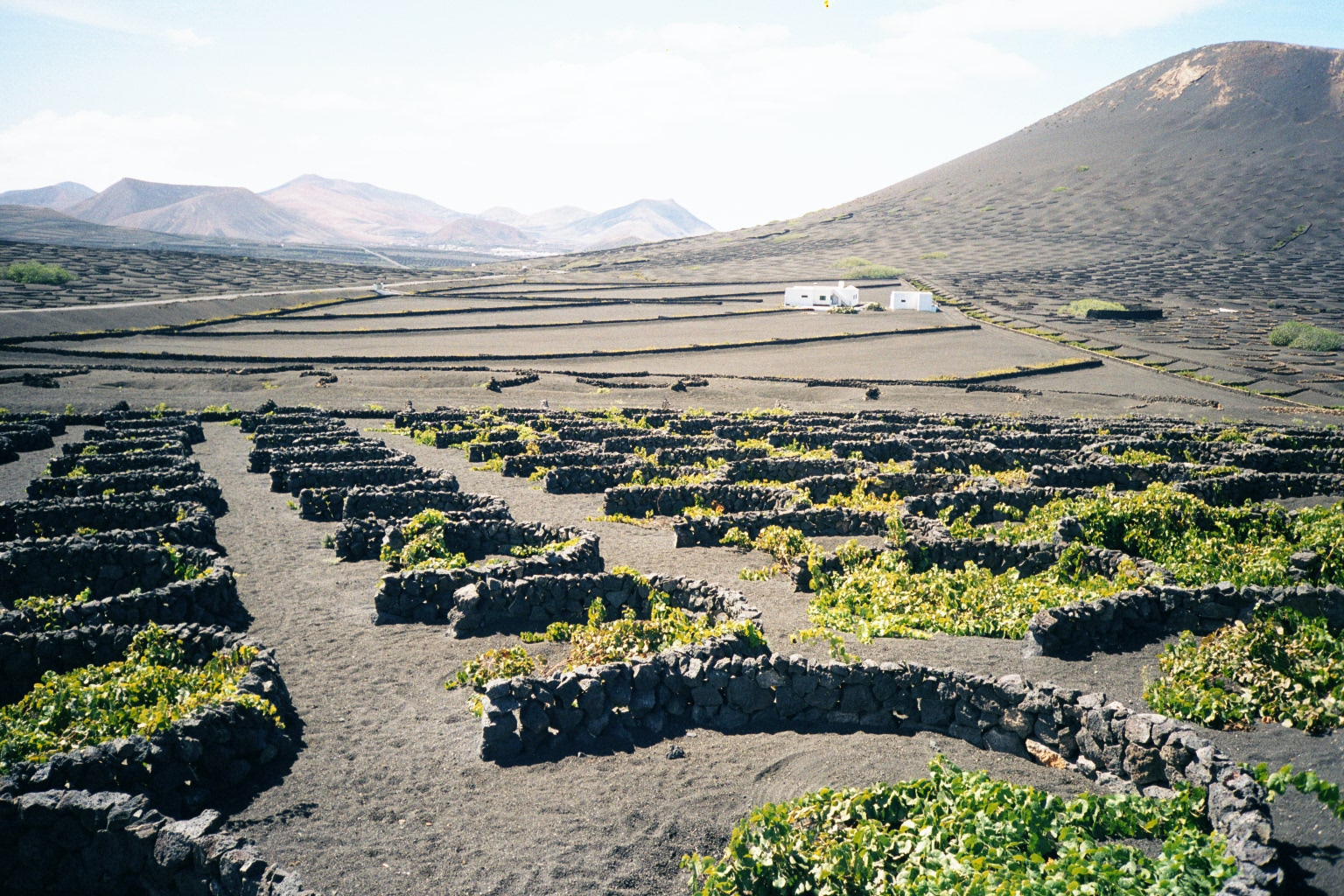
Weinkultur, im Hintergrund die Feuerberge im Nationalpark Timanfaya

Eine nicht markierte knapp dreistündige Rundwanderung beginnt an der Ermita de la Caridad gegenüber von den Bodegas Rubicón. Der Weg durchläuft u. a. die Weinberge am Fuß der Montaña Diama.